# The Border
The Border è una serie televisiva canadese in 38 episodi trasmessi per la prima volta nel corso di 3 stagioni dal 2008 al 2010. La serie, una dramma del genere poliziesco ambientato a Toronto, è incentrata sulle vicende degli agenti della Immigration and Customs Security (ICS) che combattono terroristi e tutti coloro che attentano alla sicurezza nazionale del Canada.

## Personaggi e interpreti
- maggiore Mike Kessler (stagioni 1-3), interpretato da James McGowan.
- detective sergente Gray Jackson (stagioni 1-3), interpretato da	Graham Abbey.
- agente Heironymous Slade (stagioni 1-3), interpretato da	Jonas Chernick.
- detective sergente Al 'Moose' Lepinsky (stagioni 1-3), interpretato da	Mark Wilson.
- Ispettore Darnell Williams (stagioni 1-3), interpretato da	Jim Codrington.
- Soprintendente Maggie Norton (stagioni 1-3), interpretata da	Catherine Disher.
- Layla Hourani (stagioni 1-2), interpretata da	Nazneen Contractor.
- Minister Suzanne Fleischer (stagione 1), interpretata da	Alberta Watson.
- Andrew Mannering (stagioni 2-3), interpretato da	Nigel Bennett.
- Clifford Holland (stagioni 2-3), interpretato da	Ted Atherton.
- Zoe Kessler (stagioni 2-3), interpretato da	Sarah Gadon.
- agente speciale Bianca LeGarda (stagioni 2-3), interpretata da	Sofia Milos.
- agente speciale Liz Carver (stagioni 2-3), interpretata da	Grace Park.
- agente Khalida 'Khali' Massi (stagioni 2-3), interpretata da	Athena Karkanis.
- Yvonne Castle (stagioni 2-3), interpretata da	Debra McCabe.
- Charlotte Bates (stagioni 2-3), interpretata da	Daisy Beaumont.
- Coroner (stagioni 2-3), interpretato da	Matt Baram.
- ufficiale JTF (stagioni 2-3), interpretato da	Scott Murphy.
- Dougie Jackson (stagione 2), interpretato da	Nicholas Campbell.
- Sammy (stagione 2), interpretato da	Garen Boyajian.
- Sally Doctor (stagione 2), interpretata da	Sarah Podemski.
- Ministro della giustizia Don Campbell (stagioni 2-3), interpretato da	Patrick McKenna.
- Terri Knight-Kessler (stagione 3), interpretata da	Julie Stewart.
- Octavia Jones (stagione 3), interpretata da	Tonya Lee Williams.
- Ministro Jack Hardacre (stagione 3), interpretato da	Scott Wentworth.

## Produzione
La serie, ideata da Jerremy Hole, Janet MacLean, Peter Raymont e dalla moglie Lindalee Tracy, fu prodotta da White Pine Pictures e girata a Toronto in Canada. Le musiche furono composte da Mark Korven. La prima stagione ha avuto un budget totale di 20 milioni di dollari, con circa 1,5 milioni di dollari per episodio. La cancellazione fu annunciata dalla CBC dopo tre stagioni.

### Registi
Tra i registi della serie sono accreditati:
- John Fawcett (10 episodi, stagioni 1-3)
- Brett Sullivan (6 episodi, stagioni 1-3)
- Philip Earnshaw (5 episodi, stagioni 1-3)
- T.W. Peacocke (3 episodi, stagioni 2-3)
- Michael DeCarlo (3 episodi, stagione 2)
- Eleanor Lindo (2 episodi, stagioni 2-3)
- Kelly Makin (2 episodi, stagione 2)

## Distribuzione
La serie fu trasmessa Canada dal 2008 al 2010 sulla rete televisiva CBC. In Italia è stata trasmessa dal 16 gennaio 2009 su AXN con il titolo The Border.
Alcune delle uscite internazionali sono state:
- in Canada il 7 gennaio 2008 (The Border)
- in Ungheria (Border - A határsáv)
- in Finlandia (Gränsen - the Border)
- in Estonia (Ohtlik piir)
- in Grecia (Sta oria)
- in Italia (The Border)

## Episodi
| Stagione         | Episodi | Prima TV Canada | Prima TV Italia |
| ---------------- | ------- | --------------- | --------------- |
| Prima stagione   | 13      | 2008            | 2009            |
| Seconda stagione | 13      | 2008            | 2010            |
| Terza stagione   | 12      | 2009-2010       | 2011            |